# Жилищна сграда на Юлиан Парушев
Жилищната сграда на Юлиан Парушев се намира на бул. „Евлоги и Христо Георгиеви“ № 161, на пресечката с ул. „Оборище“, в жилищна зона „Докторски паметник“, район Оборище в София. Дело е на арх. Никола Лазаров, Построена е през 1911 г. Тя е огледално копие на отсрещната къща – на другия брат индустриалец, Иван Парушев.
В строежа ѝ е използвано влияние на „алпийски“ тип вила с маркиране на ъглите с островърхи кули и силно начупен покрив, подчертаващ еркерите на уличните фасади. Има своеобразен вход на ул. „Оборище“. Построена е в стил френски сецесион, характерна е с нетипични за българската архитектура готически кули.
След смъртта на Юлиан Парушев съпругата му продава къщата на еврейско семейство, което след Деветосептемврийския преврат емигрира. Сградата е национализирана и използвана за различни цели: превърната е в посолство, използва се от милицията, съветските чекисти и военното контраразузнаване, като в подземията ѝ са изтезавани обвиняемите по различни процеси. По-късно се използва от Людмила Живкова за музей на Рьорих. „Нима не сте знаели как НКВД трошаха кости в къщата на Парушев?“ – пита Стефан Савов от трибуната на Народното събрание през 1990 г., след падането на тоталитаризма. През 1978 г. жилищната сграда е обявена за архитектурно-строителна недвижима културна ценност от местно значение.
След реституцията къщата е върната на наследници на фамилията Парушев и е продадена.